# 13 Szwadron Kawalerii KOP „Czortków”
Szwadron Kawalerii KOP „Czortków” – pododdział kawalerii Korpusu Ochrony Pogranicza.

## Formowanie i zmiany organizacyjne
Na posiedzeniu Politycznego Komitetu Rady Ministrów, w dniach 21-22 sierpnia 1924 roku, zapadła decyzja powołania Korpusu Wojskowej Straży Granicznej. 12 września 1924 roku Ministerstwo Spraw Wojskowych wydało rozkaz wykonawczy w sprawie utworzenia Korpusu Ochrony Pogranicza, a 17 września instrukcję określającą jego strukturę. W 1925 roku, w składzie 4 Brygady Ochrony Pogranicza, rozpoczęto formowanie jednostki 13 szwadronu kawalerii. W skład szwadronu wchodzić miały cztery plutony liniowe i drużyna dowódcy szwadronu. Stany szwadronu były zbliżone do stanów szwadronów formowanych w 1924 roku . Jednostką formującą był 6 pułk ułanów .
Szwadron był podstawową jednostką taktyczną kawalerii KOP. Zadaniem szwadronu było prowadzenie działań pościgowych, patrolowanie terenu, w dzień i w nocy, na odległości nie mniejsze niż 30 km, a także utrzymywanie łączności między odwodami kompanijnymi, strażnicami i sąsiednimi oddziałami oraz eskortowanie i organizowanie posterunków pocztowych. Wymienione zadania szwadron realizował zarówno w strefie nadgranicznej, będącej strefą ścisłych działań KOP, jak również w pasie ochronnym sięgającym około 30 km w głąb kraju. Szwadron był też jednostką organizacyjną, wyszkoleniową, macierzystą i pododdziałem gospodarczym . Jednostką administracyjną dla szwadronu był batalion KOP „Czortków”.
W lipcu 1929 roku zreorganizowano kawalerię KOP. Zorganizowano dwie grupy kawalerii. Podział na grupy uwarunkowany był potrzebami szkoleniowymi i zadaniami kawalerii KOP w planie „Wschód”. Szwadron wszedł w skład grupy południowej. Przyjęto też zasadę, że szwadrony przyjmą nazwę miejscowości będącej miejscem ich stacjonowania. Obok nazwy geograficznej, do 1931 roku stosowano również numer szwadronu.
W 1934(?)1932roku dokonano kolejnego podziału szwadronów. Tym razem na trzy grupy inspekcyjne. Szwadron wszedł w skład grupy południowej.
W 1938 roku nastąpiła reorganizacja podporządkowania i struktur kawalerii KOP. Szwadrony zakwalifikowano do odpowiednich typów jednostek w zależności od miejsca stacjonowania. Szwadron zakwalifikowano do grupy I. Organizacja szwadronu kawalerii na dzień 20 listopada 1938 przedstawiała się następująco: dowódca szwadronu, szef szwadronu, drużyna ckm, drużyna gospodarcza, patrol telefoniczny i dwa plutony liniowe po cztery sekcje, w tym sekcję rkm . Liczył 2 oficerów, 1 chorążego, 8 podoficerów zawodowych, 2 podoficerów nadterminowych i 72 ułanów. Na uzbrojeniu posiadał 2 ckm, 2 rkm, 73 karabinki, 76 szabel. Posiadał też 83 konie wierzchowe. Szwadron wchodził w skład Brygady KOP „Podole”.
Szwadron zmobilizowano w sierpniu 1939 roku. Wszedł on w skład 36 Dywizji Piechoty jako jej kawaleria dywizyjna. W nocy z 4 na 5 września 1939 roku szwadron przybył do rejonu m. Końskie.

## Żołnierze szwadronu
Dowódcy szwadronu
- rtm. Edward Wania[19] (1925 – był w 1928[20] )
- rtm. Marian Wiśniewski (był w 1937)[20] ?
- rtm. Bronisław Riczka z 26 p.uł. (26 V 1936[20]  – 23 IX 1939[17][21])

Obsada personalna w marcu 1939 roku
Ostatnia „pokojowa” obsada oficerska szwadronu
- dowódca szwadronu – rtm. Riczka Bronisław
- oficer szwadronu – por. Stachowicz Jan

Obsada personalna kawalerii 36 DP :
- dowódca szwadronu – rtm. Bronisław Riczka[d] († 23 IX 1939 Jacnia[e])
- dowódca I plutonu – por. rez. inż. Jan Kanty Kazimierz Stachowicz z 2 pszwol
- dowódca II plutonu – ppor. rez. Władysław Kaniak
- dowódca III plutonu – ppor. rez. Rudroff
- szef szwadronu – st. wachm. Izydor Koper